# Carte de Gale et Duberger
La carte de Gale et Duberger dont le titre est « Plan of part of the province of Lower Canada » est une carte géographique d'une partie de la province du Bas-Canada dressée par les majors Samuel Gale et Jean-Baptiste Duberger en 1795.
Claude Boudreau précise : « La carte de Gale et Duberger n'a pas été imprimée à l'époque de sa réalisation et elle n'existe donc que sous forme manuscrite, comme celle de Murray. Elle est colorée et elle signale, en plus des limites des comtés, des cantons et des seigneuries, l'emplacement des églises, les routes, quelques forts, les zones défrichées et, évidemment, le fleuve et les rivières.
La frontière internationale y est aussi indiquée et on remarque que le tracé suit une rangée de sommets dans les Appalaches, qui correspondent sans doute à l'interprétation canadienne de la ligne passant par les « plus hauts sommets » (height of lands), selon le Traité de Versailles. »

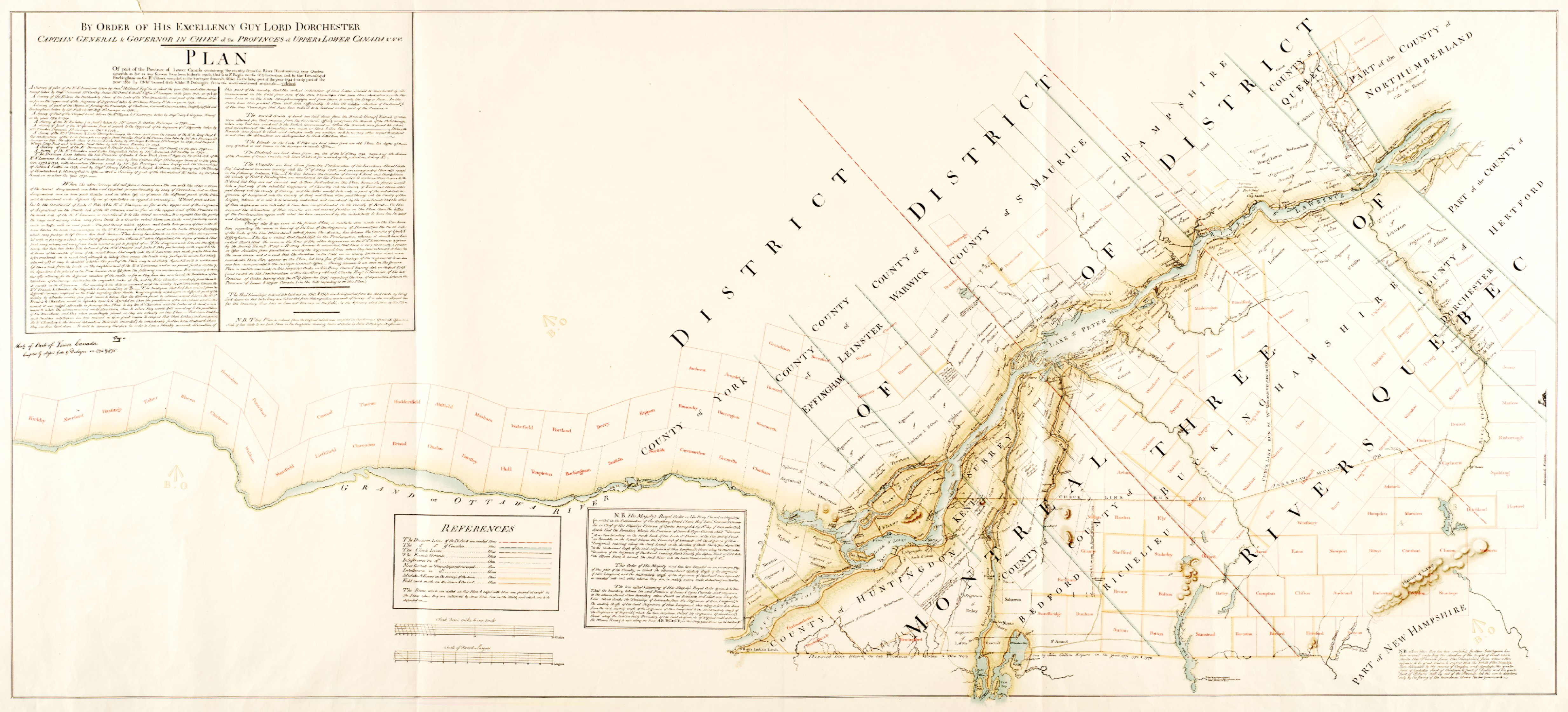
Cliquer dessus pour agrandir
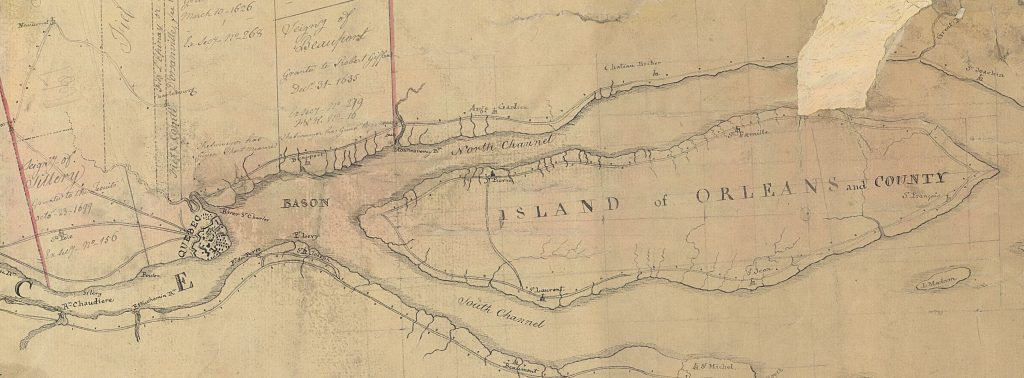
Détail

Le fonds d'archives Samuel Gale et John B. Duberger est conservé au centre d'archives de Montréal de Bibliothèque et Archives nationales du Québec. 